# تتا شاه‌تخته
تتا شاه‌تخته یک ستاره است که در صورت فلکی شاه‌تخته قرار دارد.